# 自同态
在数学中，自同态（英語：endomorphism）是从一个数学对象到它本身的态射（或同态）。例如，向量空间V的自同态是线性映射ƒ: V → V，而群G的自同态则是群同态ƒ: G → G，等等。一般地，我们可以讨论任何范畴中的自同态，在集合范畴中，自同态就是从集合S到它本身的函数。
在任何范畴中，X的任何两个自同态的复合也是X的自同态。于是可以推出，X的所有自同态的集合形成了一个幺半群，记为End(X)（或EndC(X)，以强调范畴C）。

## 自同构
X的可逆自同态称为自同构。所有自同构的集合是End(X)的一个子群，称为X的自同构群，记为Aut(X)。在以下的图中，箭头表示蕴含：
| 自同构                      | {\displaystyle \Rightarrow } | 同构                        |
| {\displaystyle \Downarrow } |                              | {\displaystyle \Downarrow } |
| 自同态                      | {\displaystyle \Rightarrow } | 同态                        |

## 自同态环
阿贝尔群A的任何两个自同态都可以相加起来，根据规则(f + g)(a) = f(a) + g(a)。在这个加法下，阿贝尔群的自同态形成了一个环（自同态环）。例如，Zn的自同态的集合是所有整系数n × n矩阵的环。向量空间或模的自同态也形成了一个环，像预加法范畴中的任何对象的自同态一样。非阿贝尔群的自同态生成了一个代数结构，称为拟环。